# Паріївська сільська рада
Паріївська сільська рада — колишній орган місцевого самоврядування в Іллінецькому районі Вінницької області з адміністративним центром у с. Паріївка.

## Населені пункти
Сільській раді підпорядковані населені пункти:
- с. Паріївка
- с. Райки